# 公伯缭

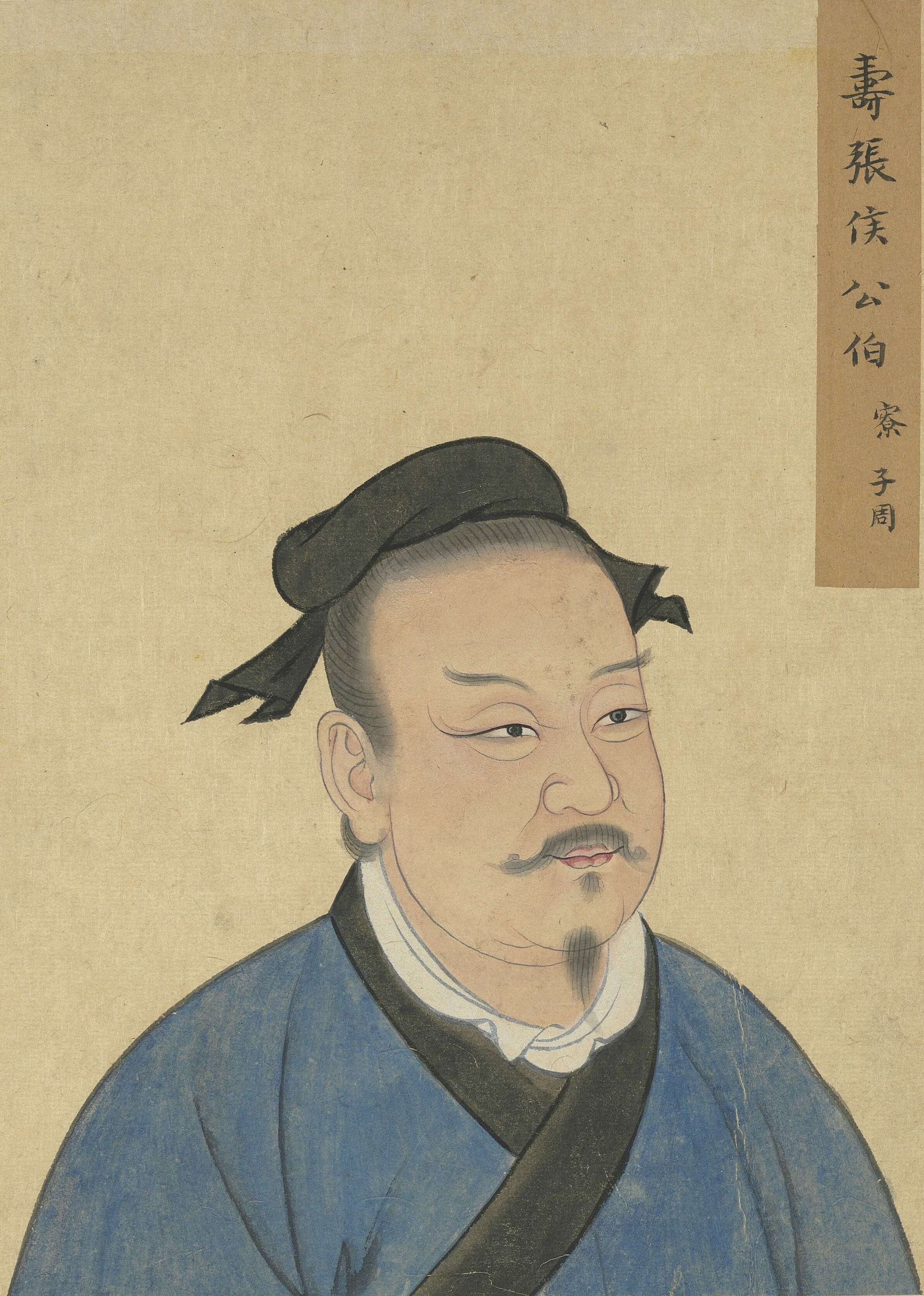
公伯寮

公伯寮（？—？），字子周，孔子七十二弟子之一，鲁国人，《孔子家语》则没有将公伯寮列为孔子弟子。公伯寮曾在季桓子面前诋毁子路，子服景伯将之告诉孔子，曰：“夫子固有惑志于公伯寮，吾力犹能肆诸市朝。”子曰：“道之将行也与，命也；道之将废也与，命也。公伯寮其如命何！” 

## 参看
- 孔子
- 孔子弟子列表